# NGC 3333
NGC 3333 (również PGC 31723) – galaktyka spiralna z poprzeczką (SBbc), znajdująca się w gwiazdozbiorze Pompy. Odkrył ją John Herschel 2 lutego 1835 roku.